# Relación entre Friedrich Nietzsche y Max Stirner
Las ideas de los filósofos alemanes del siglo XIX, Max Stirner (fallecido en 1856) y Friedrich Nietzsche (nacido en 1844) a menudo han sido comparadas por muchos autores, quienes han discutido aparentes similitudes en sus escritos, e incluso planteando posibles  influencias. En Alemania, durante los primeros años del ascenso de Nietzsche como una figura reconocida, el único pensador discutido en relación con sus ideas de forma más frecuente que Stirner, fue Arthur Schopenhauer . Es certero Nietzsche tenía nociones acerca del libro  El único y su propiedad ( Der Einzige und sein Eigentum, 1845) escrito por Stirner, lo cual fue mencionado en Historia del materialismo y crítica de su importancia actual de Friedrich Albert Lange (1866) y Filosofía del inconsciente (1869) de Eduard von Hartmann , a quienes ambos el joven Nietzsche conocía de forma cercana. Sin embargo, no hay indicios irrefutables de que realmente lo haya leído, ya que no se tiene conocimiento de menciones sobre Stirner en ninguna de las publicaciones, artículos o correspondencias de Nietzsche.
Sin embargo, tan pronto como el trabajo de Nietzsche comenzó a llegar a un público más amplio, se planteó la cuestión de si acaso estaba o no estaba en deuda con la influencia de Stirner. Ya en 1891 (mientras Nietzsche aún estaba vivo, aunque incapacitado por una enfermedad mental), Eduard von Hartmann llegó a sugerir que había plagiado a Stirner. Para el cambio de siglo, la creencia de que Stirner había influido en Nietzsche estaba tan extendida que se convirtió en una afirmación generalizada, al menos en Alemania, lo que llevó a un observador a señalar en 1907 que "la influencia de Stirner en la Alemania moderna ha adquirido proporciones asombrosas, y se mueve en general paralelo con la de Nietzsche. Estos dos pensadores son considerados como exponentes de esencialmente la misma filosofía".
Sin embargo, desde los inicios de lo que se describió como "gran debate"  sobre la posible influencia de Stirner en Nietzsche, ya fuese positiva o negativa, se notaron serios problemas con esta idea. A mediados del siglo XX, si se mencionaba a Stirner en los trabajos sobre Nietzsche, la idea de alguna influencia a menudo se descartaba por completo o se abandonaba por incontestable.
Sin embargo, la idea de que Nietzsche fue influenciado de alguna manera por Stirner sigue atrayendo a una minoría significativa, quizás porque parece necesario explicar de alguna manera razonable las similitudes a menudo observadas (aunque posiblemente superficiales) en sus escritos. En cualquier caso, los problemas más significativos de la teoría sobre la posible influencia de Stirner en Nietzsche, no se limitan a la dificultad de establecer si uno conocía o leía al otro. También consisten en develar con precisión cómo y por qué Stirner en particular pudo haber tenido una influencia significativa en un hombre tan leído como Nietzsche.